# 퐁디셰리
퐁디셰리(영어: Pondicherry; 프랑스어: Pondichéry; pɒndɨˈtʃɛri 또는 pɒndɨˈʃɛri, 타밀어: புதுச்சேரி; pud̪ɯttʃeːɾ̪i)는 인도 동부 타밀나두 주의 인접 지역에 위치한 푸두체리의 행정 중심지이다. 2006년 9월 이전까지는 푸두체리도 퐁디셰리로 불렸다.
원래 프랑스의 식민지로 17세기에서 18세기에 걸쳐 프랑스령 인도의 수도이며, 이후에도 비군사적 식민지로 영국령 인도 속에서 프랑스령으로 있었다. 연방 직할지의 경계선은 예전의 국경선 자체이며, 프랑스가 반세기 이상에 걸쳐 마을 단위로 식민지를 넓혀 나갔기 때문에 여러 종류의 뚝 떨어진 영토가 뒤얽힌 상태로 되어 있다.
지금도 타밀어, 영어와 함께 프랑스어가 말해지고 있으며 프랑스극동학원 연구 센터 등 프랑스의 연구 기관이 설치되어있다. 또한 국내에는 인도의 고대 로마 사람의 거류지에 로마 금화 등이 출토된 포두케 유적이 있다.

## 역사
- 1673년 프랑스 동인도 회사가 현지 영주에서 취득
- 1693년 9년 전쟁에서 네덜란드 동인도 회사가 점령
- 1697년 라이스윅 조약으로 프랑스에 반환
- 1761년 칠년전쟁 동안 영국군이 점령
- 1763년 파리 조약에 의해 프랑스에 반환
- 1793년 프랑스 혁명 중에 영국군이 다시 점령
- 1814년 빈 회의에 의해 프랑스에 반환
- 1954년 인도에 반환
- 1963년 퐁디셰리 성립(마헤, 야나온, 카라 이카루 포함)

## 기후
| 퐁디셰리 공항의 기후                                                   | 퐁디셰리 공항의 기후 | 퐁디셰리 공항의 기후 | 퐁디셰리 공항의 기후 | 퐁디셰리 공항의 기후 | 퐁디셰리 공항의 기후 | 퐁디셰리 공항의 기후 | 퐁디셰리 공항의 기후 | 퐁디셰리 공항의 기후 | 퐁디셰리 공항의 기후 | 퐁디셰리 공항의 기후 | 퐁디셰리 공항의 기후 | 퐁디셰리 공항의 기후 | 퐁디셰리 공항의 기후 |
| 월                                                                     | 1월                  | 2월                  | 3월                  | 4월                  | 5월                  | 6월                  | 7월                  | 8월                  | 9월                  | 10월                 | 11월                 | 12월                 | 연간                 |
| ---------------------------------------------------------------------- | -------------------- | -------------------- | -------------------- | -------------------- | -------------------- | -------------------- | -------------------- | -------------------- | -------------------- | -------------------- | -------------------- | -------------------- | -------------------- |
| 역대 최고 기온 °C (°F)                                                 | 33.2 (91.8)          | 35.2 (95.4)          | 37.2 (99.0)          | 41.8 (107.2)         | 43.1 (109.6)         | 41.7 (107.1)         | 40.7 (105.3)         | 40.2 (104.4)         | 38.6 (101.5)         | 37.9 (100.2)         | 36.3 (97.3)          | 32.5 (90.5)          | 43.1 (109.6)         |
| 일평균 최고 기온 °C (°F)                                               | 29.0 (84.2)          | 30.0 (86.0)          | 31.2 (88.2)          | 32.8 (91.0)          | 34.6 (94.3)          | 35.8 (96.4)          | 34.5 (94.1)          | 33.9 (93.0)          | 33.1 (91.6)          | 31.5 (88.7)          | 29.8 (85.6)          | 29.0 (84.2)          | 32.1 (89.8)          |
| 일평균 최저 기온 °C (°F)                                               | 21.9 (71.4)          | 22.5 (72.5)          | 23.8 (74.8)          | 25.9 (78.6)          | 26.8 (80.2)          | 26.5 (79.7)          | 25.7 (78.3)          | 25.2 (77.4)          | 24.9 (76.8)          | 24.5 (76.1)          | 23.6 (74.5)          | 22.6 (72.7)          | 24.5 (76.1)          |
| 역대 최저 기온 °C (°F)                                                 | 17.1 (62.8)          | 17.3 (63.1)          | 18.8 (65.8)          | 21.9 (71.4)          | 21.9 (71.4)          | 21.5 (70.7)          | 21.6 (70.9)          | 21.4 (70.5)          | 21.5 (70.7)          | 19.6 (67.3)          | 16.5 (61.7)          | 17.1 (62.8)          | 16.5 (61.7)          |
| 평균 강우량 mm (인치)                                                  | 12.3 (0.48)          | 22.2 (0.87)          | 19.3 (0.76)          | 7.8 (0.31)           | 48.6 (1.91)          | 48.0 (1.89)          | 89.5 (3.52)          | 132.3 (5.21)         | 132.8 (5.23)         | 273.9 (10.78)        | 350.0 (13.78)        | 217.3 (8.56)         | 1,354 (53.3)         |
| 평균 강우일수                                                          | 0.9                  | 0.9                  | 0.8                  | 0.4                  | 1.9                  | 2.8                  | 5.3                  | 6.7                  | 6.5                  | 10.3                 | 11.8                 | 6.8                  | 55.0                 |
| 출처: India Meteorological Department (record high and low up to 2010) |                      |                      |                      |                      |                      |                      |                      |                      |                      |                      |                      |                      |                      |

## 같이 보기
- 파이 이야기